# 0549
0549 è il prefisso telefonico del distretto della Repubblica di San Marino, appartenente al compartimento di Bologna.
Il distretto comprende la Repubblica di San Marino. È completamente circondato dal distretto di Rimini (0541).

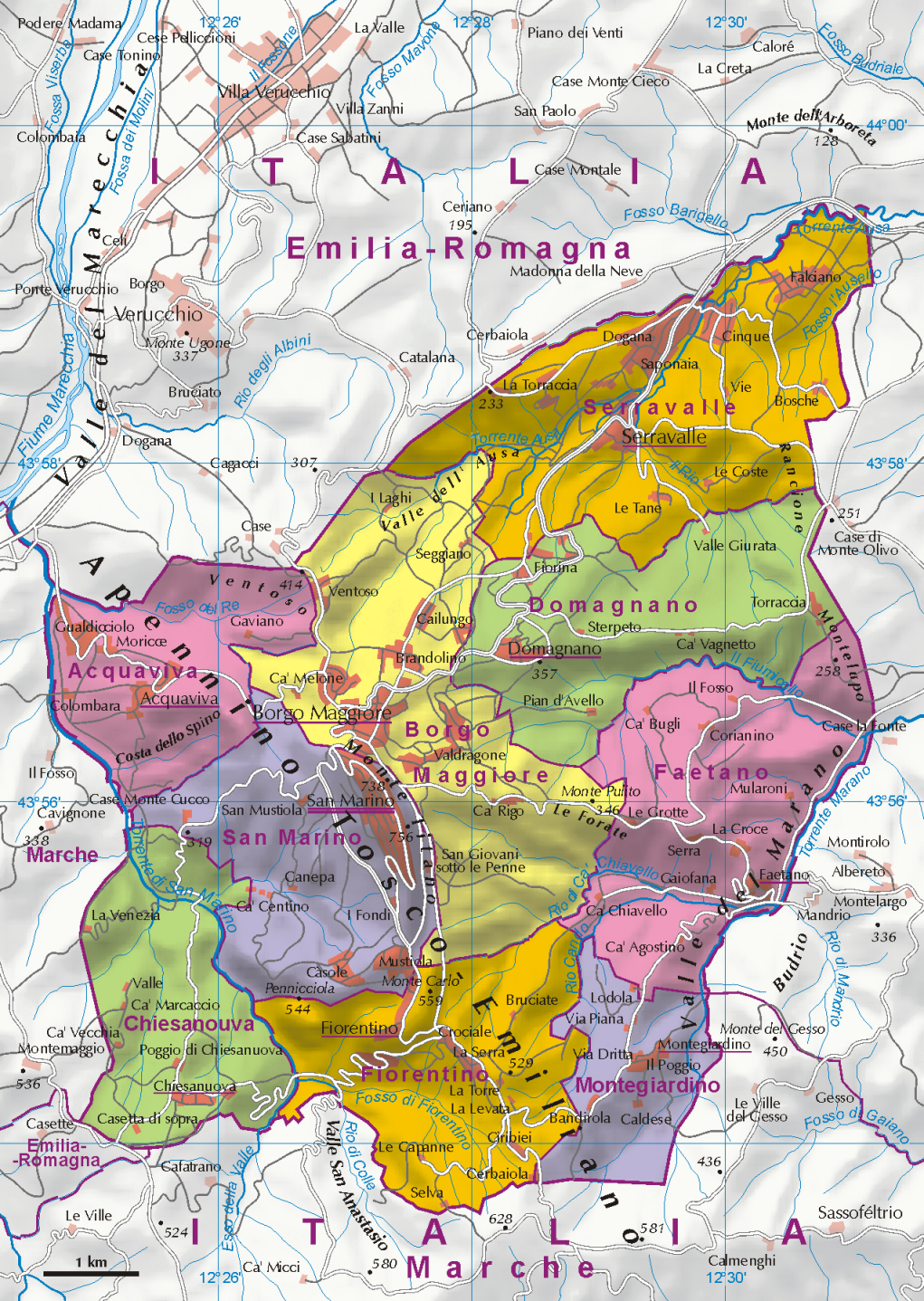
San Marino che corrisponde al prefisso 0549

## Area locale e castelli
Il distretto di San Marino comprende i 9 castelli della Repubblica di San Marino compresi nell'unica area locale di Città di San Marino. I castelli compresi nel distretto sono:
- Città di San Marino  - capitale
- Acquaviva
- Borgo Maggiore
- Chiesanuova
- Domagnano
- Faetano
- Fiorentino
- Montegiardino
- Serravalle

Le numerazioni sono assegnate, in base al piano di numerazione italiano, su arco 0549-abcdef (ove a era pari a 8 per San Marino Telecom, 9 per Telecom Italia San Marino), che è stato utilizzato, per i propri servizi fissi, anche da Prima, prima della cessazione dei servizi.

## Numeri utili
L'arco di numerazione (0549)88x è composto dai cosiddetti numeri utili che possono essere raggiunti gratuitamente dai clienti di TIMS.

## Chiamate internazionali verso San Marino
L'indicativo distrettuale italiano può essere omesso nelle chiamate provenienti da paesi esteri, ovvero esterni alle numerazioni italiane: ad esempio, per chiamare l'abbonato di San Marino con numero 0549-900000 dalla Germania si potrà alternativamente comporre la sequenza +378 0549 900000 oppure +378 900000 utilizzando obbligatoriamente, allo stesso tempo, il prefisso internazionale di San Marino +378. Da fuori dall'Italia, infatti, l'accesso tramite il prefisso internazionale italiano, +39, è stato inibito da Intelcom San Marino S.A., già Telefonia sammarinese, nel 1992 per evitare che le tariffe di terminazione andassero all'operatore italiano e per ragioni di carattere fiscale.